# دن سوانو
دن سوانو (به سوئدی: Dan Swanö) (زاده ۱۰ مارس ۱۹۷۳) موسیقیدان سوئدی است. وی هم‌اکنون خواننده و گیتارنواز گروه Nightingale می‌باشد، همچنین استودیوی ضبط یونی‌ساند نیز متعلق به او بوده ،هرچند شهرت او بیشتر به دلیل خوانندگی و آهنکسازی گروه پراگرسیو دث متال Edge of Sanity است.
او یک مالتی-اینسترامنتالیست (چند ساز نواز) است و در جامعهٔ ملودیک دث متال، پراگرسیو دث متال،دث متال و پاور متال نقش اثرگذار داشته، وی همچنین به دلیل نوع آهنگسازی‌اش که تحت تأثیر پراگرسیو راک قرار دارد نیز شناخته می‌شود و در خوانندگی از دو شیوهٔ خوانندگی دث متال و خوانندگی معمولی استفاده می‌کند.
وی در گروه‌ها و پروژهای دیگری از جمله کاتاتونیا،بلودبث و استار وانِ آرین آنتونی لوکاسن هم حضور داشته و یک آلبوم سولو نیز در ژانر پراگرسیو دث متال با نام Moontower منتشر کرده‌است که نوازندگی تمام سازها و خوانندگی را خودش بر عهده داشت.